# Озарк (Алабама)
Озарк (енгл. Ozark) град је у америчкој савезној држави Алабама. По попису становништва из 2010. у њему је живело 14.907 становника.

## Демографија
Према попису становништва из 2010. у граду је живело 14.907 становника, што је 212 (1,4%) становника мање него 2000. године.
| Група             | 2000.          | 2010.         |
| Белци             | 10.138 (67,1%) | 9.417 (63,2%) |
| Афроамериканци    | 4.279 (28,3%)  | 4.497 (30,2%) |
| Азијати           | 106 (0,7%)     | 133 (0,9%)    |
| Хиспаноамериканци | 314 (2,1%)     | 472 (3,2%)    |
| Укупно            | 15.119         | 14.907        |